# Chico do Correio
Francisco Carlos Nogueira Nascimento (Guararapes, 30 de março de 1963) é um professor, servidor público e político brasileiro filiado ao Partido dos Trabalhadores (PT). Em 2022, Chico foi eleito deputado estadual de Sergipe com 18.523 votos.

## Biografia
Foi eleito Vereador da cidade de Nossa Senhora da Glória pela primeira vez em 2004 e reeleito em 2008. Disputou as Eleições Suplementares de 2009 e recebeu 6.060 votos, ou 36,8%, ficando em segundo lugar da disputa. Em 2012, aliando-se ao grupo liderado por Sérgio Oliveira, foi o candidato a prefeito da situação, vencendo o ex-vereador Jairo Santana com 9779 votos, ou 50,82%. Repetindo o feito do pleito anterior, reelegeu-se prefeito com 13.002 votos, ou 63,87%, derrotando Ciane Santana irmã do então deputado estadual Jairo Santana. Em 2022 elegeu-se deputado estadual por Sergipe com 18.523 votos.